# Węgry na Zimowych Igrzyskach Olimpijskich 2006
Węgry na Zimowych Igrzyskach Olimpijskich 2006 reprezentowało 19 zawodników. Wystartowali oni w narciarstwie alpejskim, biegach narciarskich, bobslejach, biathlonie, short tracku i łyżwiarstwie figurowym.
Był to dwudziesty start Węgier na zimowych igrzyskach olimpijskich.

## Wyniki reprezentantów Węgier

### Narciarstwo alpejskie
Kobiety
- Réka Tuss

slalom - 49. miejsce
slalom gigant - 41. miejsce
Mężczyźni
- Attila Marosi

slalom - 42. miejsce
slalom gigant - 38. miejsce

### Biathlon
Mężczyźni
- Imre Tagscherer

sprint - 76. miejsce
bieg indywidualny - 78. miejsce
Kobiety
- Zsófia Gottschall

sprint - 82. miejsce
bieg indywidualny - 80. miejsce

### Bobsleje
Mężczyźni
- Márton Gyulai, Zsolt Kürtösi, Tamás Margl, Bertalan Pintér

Czwórka - 24. miejsce
- Márton Gyulai, Bertalan Pintér

Dwójka - 29. miejsce

### Biegi narciarskie
Mężczyźni
- Zoltán Tagscherer

15 km stylem klasycznym - 77. miejsce
sprint - 44. miejsce
Kobiety
- Leila Gyenesei

10 km stylem klasycznym - 69. miejsce

### Łyżwiarstwo figurowe
Kobiety
- Júlia Sebestyén

singiel - 18. miejsce
- Viktória Pavuk

singiel - 23. miejsce
Mężczyźni
- Zoltán Tóth

singiel - 24. miejsce
Pary taneczne
- Attila Elek, Nóra Hoffmann - 17. miejsce

### Short track
Kobiety
- Rózsa Darázs

500 m - 22. miejsce
1000 m - 21. miejsce
1500 m - 20. miejsce
- Erika Huszár

500 m - 13. miejsce
1000 m - 11. miejsce
1500 m - 4. miejsce
Mężczyźni
- Péter Darázs

500 m - 10. miejsce
1000 m - 12. miejsce
1500 m - 11. miejsce
- Viktor Knoch

1500 m - 5. miejsce